# Tersilochus orientalis
Tersilochus orientalis là một loài tò vò trong họ Ichneumonidae.